# 峇里奥副县

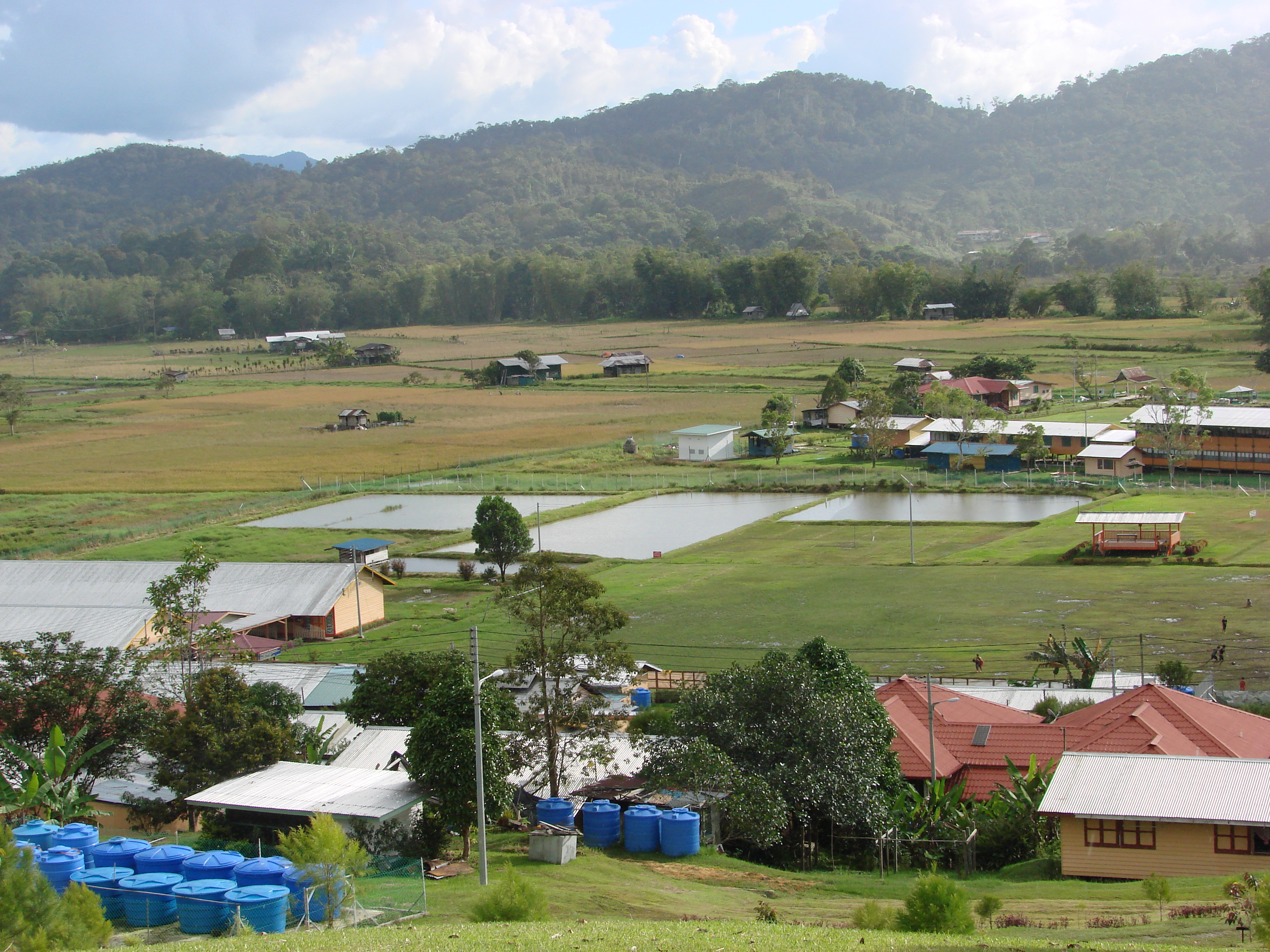
峇里奥

峇里奥位于马来西亚砂拉越州美里省东北部的可拉必高原，也是一个副县，由美里县和美里市政厅代管。其靠近印度尼西亚加里曼丹，海拔1000米。当地设有国家公园，主要宗教信仰为基督教。